# Frankfurt Grand Prix 1982
Il Frankfurt Grand Prix 1982 è stato un torneo di tennis giocato sintetico indoor. È stata la 3ª edizione del torneo, che fa parte del Volvo Grand Prix 1982. Si è giocato a Francoforte in Germania dal 29 marzo al 4 aprile 1982.

## Campioni

### Singolare maschile
Ivan Lendl ha battuto in finale  Peter McNamara con il punteggio di 6–2, 6–2

### Doppio maschile
Steve Denton /  Mark Edmondson hanno battuto in finale  Tony Giammalva /  Tim Mayotte con il punteggio di 6–7, 6–3, 6–3